# Maureen O'Hara
Maureen O'Hara (Dublin, 17. kolovoza 1920. – Boise, 24. listopada 2015.) irska glumica i pjevačica. 
Rođena je 1920. u predgrađu Dublina Ranelaghu kao druga od šestero djece u rimokatoličkoj obitelji. Godine 1946. postala je naturalizirani državljanin SAD-a, sada ima dvojno državljanstvo SAD-a i rodne Irske. Slavne crvene kose O'Hara je poznata po strastvenim ulogama heroina s vrlo razumnim stavom. Često je surađivala s redateljem Johnom Fordom i dugogodišnjim prijateljem John Waynom. Njezina autobiografija, Tis Herself objavljena 2004. bila je bestseller. Počela je snimati 1938. godine i snimala do 1973. kada je napravila pauzu do 1991. da bi svoju posljednju ulogu odigrala 2000. godine. Ostala je zapažena po ulogama u filmovima Kako je bila zelena moja dolina, Mirni čovjek, Crni labud, Čudo u 34. ulici, Rio Grande, Krila orlova, McLintock!, Veliki Jake i mnogim drugima. 
Tri puta se udavala prvi puta: s 19 godina u tajnosti se udala za George H. Browna filmskog producenta i povremenog scenarista, a brak je razvrgnut 1941. Iste godine se udala za američkog filmskog redatelja Williama Houstona Pricea s kojim je živjela do 1953. godine. Iz braka s Priceom ima kćer Bronwyn Fitzsimons Price rođenu 1944. godine. Treći puta se udala za pilota Charles F. Blaira 1968., koji je poginuo 1978. u zrakoplovnoj nesreći. Jedna je od najpoznatijih i popularnijih Irkinja u SAD-u i dobitnica je mnogih nagrada irske dijaspore.
Godine 2014. Akademija filmskih umjetnosti i nauka dodijelila joj je počasnog Oscara. Umrla je prirodnom smrću u snu 24. listopada 2015. godine u svom domu u Idahu u dobi od 95 godina.

## Vanjske poveznice
- na Internet Movie Database
- na TCM Movie Database